# Nokia 6620
Il Nokia 6620 è uno smartphone prodotto dalla Nokia, questo smartphone della Series 60 è basato sul sistema operativo Symbian.
Questo telefono è la versione del Nokia 6600 per il mercato americano del Nord America. Possiede tutte le caratteristiche del 6600 ma con l'aggiunta del sistema GPRS e di un impianto audio stereo.
Questo telefono è disponibile anche da parte degli operatoni telefonici americani e canadesi ed è venduto insieme a una batteria, un carica batterie, una memory card da 32 MB e un cavo USB.

## Caratteristiche
- Dimensioni: 109 x 58 x 23.6 mm
- Connettività: GSM triband 850/1800/1900 MHz, GPRS classe 4 ed EDGE
- Sistema operativo: Symbian OS 7.0s Series60 v2.1
- Chipset: TI OMAP 1510
- CPU: ARM925T, 150 MHz
- Massa: 124 g
- Bluetooth v1.1, infrarossi e USB
- Fotocamera: 0.3 megapixel, registrazione video
- Memoria: 12 MB espandibile con RS-MMC, inclusa nella confezione una da 32 MB
- Risoluzione display: 176 x 208 pixel a 65 536 colori
- Diagonale display: 2,1 pollici
- Batteria: BL-5C, 3,7v 850 mAh Li-ion
- Durata batteria in standby: 190 ore
- Durata batteria in conversazione: 4 ore